# Magno José da Silva
Magno José da Silva, oder einfach Maguinho (* 6. Januar 1992 in Dores do Turvo), ist ein brasilianischer Fußballspieler.

## Karriere
Maguinho spielte von 2009 bis 2014 beim Tupi FC. Mit dem Club aus Juiz de Fora gewann er 2011 die Campeonato Brasileiro de Futebol – Série D. 2015 schloss er sich für ein Jahr América FC (RN) aus Natal an. Mit América gewann er in diesem Jahr die Staatsmeisterschaft von Rio Grande do Norte. Capivariano FC, ein Verein aus Capivari nahm ihn Anfang 2016 unter Vertrag. Nach knapp vier Monaten verließ er den Verein und wechselte im Mai zum Vila Nova FC. Mit Vila Nova belegte er 2017 den zweiten Platz in der Staatsmeisterschaft von Goiás. 2019 zog es ihn nach Asien. Hier unterschrieb er einen Vertrag beim japanischen Erstligisten Kawasaki Frontale. Im ersten Jahr gewann er mit Frontale den J. League Cup sowie den japanischen Supercup. Anfang 2020 wurde er an den Erstligaaufsteiger Yokohama FC nach Yokohama ausgeliehen. Am Ende der Saison 2021 belegte er mit dem Verein den letzten Tabellenplatz und musste somit in die zweite Liga absteigen. Für Yokohama stand er 48-mal in der ersten Liga auf dem Spielfeld. Nach der Ausleihe kehrte er im Januar 2022 zu Frontale zurück. Hier wurde sein Vertrag nicht verlängert. Ende Januar 2022 ging er wieder in seine Heimat, wo er sich dem Erstligisten Goiás EC aus Goiânia anschloss.

## Erfolge
Tupi FC
- Campeonato Brasileiro de Futebol – Série D: 2011

América Mineiro
- Staatsmeisterschaft von Rio Grande do Norte: 2015

Kawasaki Frontale
- J. League Cup: 2019
- Japanischer Fußball-Supercup: 2019

Goiás
- Copa Verde: 2023